# Híres sakkversenyek listája
A híres sakkversenyek listája azokat a sakkversenyeket sorolja fel, amelyek a kor legerősebb sakkozói vettek részt. Az egyedi sakktornák között a nem rendszeresen rendezett versenyek, a rendszeres sakktornák között a hagyományosan, hosszabb időn át megrendezésre kerülő (került) versenyek szerepelnek. A híres sakkversenyek közé tartoznak a férfi és női világbajnoki versenysorozat  legjobbjainak küzdelmei, valamint az egyes nemzeti versenyek közül a legerősebb sakkozónemzetek bajnokságai.

## Jelenlegi szupertornák
- Bilbao Chess Masters Final(wd)
- Dortmundi Sparkassen-sakkverseny
- Grenke Chess Classic (wd)
- London Chess Classic (wd)
- Norway Chess
- Gasimov-emlékverseny (wd)
- Sinquefield kupa (wd)
- Tata Steel Chess Tournament
- Zürichi sakktorna (wd)

## Jelenlegi kiemelt tornák
- Aeroflot Open (wd)
- Biel Chess Festival (wd)
- Capablanca-emlékverseny (wd)
- Cappelle-la-Grande Open (wd)
- Carlos Torre-emlékverseny (wd)
- Csigorin-emlékverseny (wd)
- Gibraltar Chess Festival (wd)
- Hastings International Chess Congress (wd)
- Paul Keres-emlékverseny (wd)
- Qatar Masters Open (wd)
- Reykjavik Open (wd)
- Rubinstein-emlékverseny (wd)
- Vlissingeni sakkverseny (wd)
- World Open sakkverseny (wd)

## Közelmúltban megszűnt (vagy szünetelő) tornák
- Aljechin-emlékverseny (wd)
- Aerosvit sakkverseny (wd)
- Amber sakkverseny (wd)
- Az Európai Unió sakkbajnoksága
- Howard Staunton-emlékverseny (wd)
- Linaresi sakktorna
- North Sea Cup sakkverseny(wd)
- Pearl Spring sakktorna (wd)
- Reggio Emiliai sakkverseny (wd)
- Mihail Tal-emlékverseny (wd)

## Múltbéli nagy tornák
- American Chess Congress (wd)
- Carl Schlechter-emlékverseny (wd)
- DSB Congress (wd)
- General Government sakkverseny (wd)
- IBM nemzetközi sakktorna (wd)
- Konex sakktorna (wd)
- Leopold Trebitsch-emlékverseny (wd)
- Lone Pine nemzetközi sakkverseny (wd)
- M-Tel Masters sakkverseny (wd)
- Mar del Plata sakkverseny (wd)
- Max Euwe-emlékverseny (wd)
- Monte Carlo sakkverseny (wd)
- Párizs sakkbajnoksága(wd)
- Phillips & Drew Kings sakktorna (wd)
- Piatigorsky-kupa (wd)
- San Sebastián sakkverseny (wd)
- Tilburgi sakkverseny (wd)
- Trebitsch-emlékverseny(wd)
- Tribergi sakktorna (wd)
- Vidmar-emlékverseny (wd)

## Egyedi sakktornák
- 1938-as AVRO sakktorna
- 1870-es Baden-Baden-i sakktorna(wd)
- 1881-es berlini sakktorna(wd)
- 1897-es berlini sakktorna(wd)
- 1931-es bledi sakktorna(wd)
- 1939-es Buenos Aires-i sakktorna(wd)
- 1907-es carlsbadi sakktorna(wd)
- 1911-es carlsbadi sakktorna(wd)
- 1923-as carlsbadi sakktorna(wd)
- 1929-es carlsbadi sakktorna(wd)
- 1957-es dallasi sakktorna(wd)
- 1946-os groningeni sakktorna(wd)
- 1910-es hamburgi sakktorna(wd)
- 1895-ös hastingsi sakktorna(wd)
- 1937-es Kemeri-i sakktorna(wd)
- 1903-as kijevi sakktorna(wd)
- 1851-es londoni sakktorna
- 1862-es londoni sakktorna(wd)
- 1883-as londoni sakktorna(wd)
- 1899-es londoni sakktorna(wd)
- 1914-es mannheimi sakktorna(wd)
- 1941-es Mar del Plata-i sakktorna(wd)
- 1938-as montevideói sakktorna(wd)
- 1923-as Moravská Ostrava-i sakktorna(wd)
- 1925-ös moszkvai sakktorna(wd)
- 1941-es müncheni sakktorna(wd)
- 1924-es New York-i sakktorna(wd)
- 1927-es New York-i sakktorna(wd)
- 1931-es New York-i sakktorna(wd)
- 1936-os nottinghami sakktorna(wd)
- 1896-os nürnbergi sakktorna
- 1907-es Ostende-i sakktorna(wd)
- 1867-es párizsi sakktorna(wd)
- 1878-as párizsi sakktorna(wd)
- 1900-as párizsi sakktorna(wd)
- 1908-as prágai sakktorna(wd)
- 1942-es salzburgi sakktorna(wd)
- 1930-as San Remo-i sakktorna(wd)
- 1914-es szentpétervári sakktorna(wd)
- 1873-as bécsi sakktorna(wd)
- 1882-es bécsi sakktorna(wd)
- 1898-as bécsi sakktorna(wd)
- 1908-as bécsi sakktorna(wd)
- 1934-es zürichi sakktorna(wd)
- 1953-as zürichi sakktorna(wd)

## Nevezetes magyar tornák
- Budapesti nemzetközi sakktornák
  - 1896-os budapesti sakktorna
  - 1921-es budapesti sakktorna
  - 1928-as budapesti sakktorna
  - 1929-es budapesti sakktorna
  - 1952-es budapesti Maróczy-emlékverseny
  - 1961-es budapesti Maróczy-emlékverseny
  - 2009-es Barcza Gedeon-emlékverseny
- Debreceni nemzetközi sakktornák
  - 1925-ös debreceni sakktorna
  - 1967-es debreceni sakkverseny
  - 1969-es debreceni sakkverseny
  - 1970-es debreceni Maróczy-emlékverseny
- Kecskeméti nemzetközi sakktornák
  - 1927-es kecskeméti sakktorna
- Győri nemzetközi sakktornák
- Zalakarosi sakkfesztivál

## Világkupa versenyek
- 2000-es sakkvilágkupa
- 2002-es sakkvilágkupa
- 2005-ös sakkvilágkupa
- 2007-es sakkvilágkupa
- 2009-es sakkvilágkupa
- 2011-es sakkvilágkupa
- 2013-as sakkvilágkupa
- 2015-ös sakkvilágkupa
- 2017-es sakkvilágkupa

## Grand Prix-versenyek
- FIDE Grand Prix 2008–10
- FIDE Grand Prix 2012–13
- FIDE Grand Prix 2014–15
- FIDE Grand Prix 2017
- FIDE Women's Grand Prix 2009–11
- FIDE Women's Grand Prix 2011–12
- FIDE Women's Grand Prix 2013–14
- FIDE Women's Grand Prix 2015–16

## Világbajnokjelöltek versenye
- 1950-es budapesti világbajnokjelölti verseny
- 1953-as zürichi világbajnokjelölti verseny
- 1956-os amszterdami világbajnokjelölti verseny
- 1959-es jugoszláviai világbajnokjelölti verseny
- 1962-es Curaçao-i világbajnokjelölti verseny
- 1965-ös világbajnokjelölti páros mérkőzések
- 1968-as világbajnokjelölti páros mérkőzések
- 1971-es világbajnokjelölti páros mérkőzések
- 1974-es világbajnokjelölti páros mérkőzések
- 1977-78-as világbajnokjelölti páros mérkőzések
- 1980-as világbajnokjelölti páros mérkőzések
- 1983-84-es világbajnokjelölti páros mérkőzések
- 1985-86-os világbajnokjelölti páros mérkőzések
- 1988-89-es világbajnokjelölti páros mérkőzések
- 1991-92-es világbajnokjelölti páros mérkőzések
- 1994-95-ös klasszikus világbajnokjelölti páros mérkőzések
- 1994-95-ös FIDE világbajnokjelölti páros mérkőzések
- 1998-as klasszikus világbajnokjelölti páros mérkőzés
- 2002-es klasszikus világbajnokjelölti verseny
- 2007-es elisztai világbajnokjelölti verseny
- 2009-es szófiai világbajnokjelölti páros mérkőzések
- 2011-es kazáni világbajnokjelölti páros mérkőzések
- 2013-as londoni világbajnokjelölti verseny
- 2014-es hanti-manszijszki világbajnokjelölti verseny
- 2016-os moszkvai világbajnokjelölti verseny

## Világbajnokságok

### Férfi (nyílt) világbajnokságok
- 1886-os sakkvilágbajnokság
- 1889-es sakkvilágbajnokság
- 1891-es sakkvilágbajnokság
- 1892-es sakkvilágbajnokság
- 1894-es sakkvilágbajnokság
- 1897-es sakkvilágbajnokság
- 1907-es sakkvilágbajnokság
- 1908-as sakkvilágbajnokság
- 1910-es sakkvilágbajnokság (Lasker–Janowski)
- 1910-es sakkvilágbajnokság (Lasker–Schlechter)
- 1921-es sakkvilágbajnokság
- 1927-es sakkvilágbajnokság
- 1929-es sakkvilágbajnokság
- 1934-es sakkvilágbajnokság
- 1935-ös sakkvilágbajnokság
- 1937-es sakkvilágbajnokság
- 1948-as sakkvilágbajnokság
- 1951-es sakkvilágbajnokság
- 1954-es sakkvilágbajnokság
- 1957-es sakkvilágbajnokság
- 1958-as sakkvilágbajnokság
- 1960-as sakkvilágbajnokság
- 1961-es sakkvilágbajnokság
- 1963-as sakkvilágbajnokság
- 1966-os sakkvilágbajnokság
- 1969-es sakkvilágbajnokság
- 1972-es sakkvilágbajnokság
- 1975-ös sakkvilágbajnokság
- 1978-as sakkvilágbajnokság
- 1981-es sakkvilágbajnokság
- 1984-es sakkvilágbajnokság
- 1985-ös sakkvilágbajnokság
- 1986-os sakkvilágbajnokság
- 1987-es sakkvilágbajnokság
- 1990-es sakkvilágbajnokság
- 1993-as FIDE-sakkvilágbajnokság
- 1993-as klasszikus sakkvilágbajnokság
- 1995-ös klasszikus sakkvilágbajnokság
- 1996-os FIDE-sakkvilágbajnokság
- 1998-as FIDE-sakkvilágbajnokság
- 1999-es FIDE-sakkvilágbajnokság
- 2000-es FIDE-sakkvilágbajnokság
- 2000-es klasszikus sakkvilágbajnokság
- 2002-es FIDE-sakkvilágbajnokság
- 2004-es FIDE-sakkvilágbajnokság
- 2004-es klasszikus sakkvilágbajnokság
- 2005-ös FIDE-sakkvilágbajnokság
- 2006-os sakkvilágbajnokság
- 2007-es sakkvilágbajnokság
- 2008-as sakkvilágbajnokság
- 2010-es sakkvilágbajnokság
- 2012-es sakkvilágbajnokság
- 2013-as sakkvilágbajnokság
- 2014-es sakkvilágbajnokság
- 2016-os sakkvilágbajnokság

### Női világbajnokságok
- 1927-es női sakkvilágbajnokság
- 1930-as női sakkvilágbajnokság
- 1931-es női sakkvilágbajnokság
- 1933-as női sakkvilágbajnokság
- 1934-es női sakkvilágbajnokság
- 1935-ös női sakkvilágbajnokság
- 1937-es női sakkvilágbajnokság (Menchik–Graf)
- 1937-es női sakkvilágbajnokság (sakkolimpia)
- 1939-es női sakkvilágbajnokság
- 1949–50-es női sakkvilágbajnokság
- 1953-as női sakkvilágbajnokság
- 1956-os női sakkvilágbajnokság
- 1958-as női sakkvilágbajnokság
- 1959-es női sakkvilágbajnokság
- 1962-es női sakkvilágbajnokság
- 1965-ös női sakkvilágbajnokság
- 1969-es női sakkvilágbajnokság
- 1972-es női sakkvilágbajnokság
- 1975-ös női sakkvilágbajnokság
- 1978-as női sakkvilágbajnokság
- 1981-es női sakkvilágbajnokság
- 1984-es női sakkvilágbajnokság
- 1986-os női sakkvilágbajnokság
- 1988-as női sakkvilágbajnokság
- 1991-es női sakkvilágbajnokság
- 1993-as női sakkvilágbajnokság
- 1996-os női sakkvilágbajnokság
- 1999-es női sakkvilágbajnokság
- 2000-es női sakkvilágbajnokság
- 2001-es női sakkvilágbajnokság
- 2004-es női sakkvilágbajnokság
- 2006-os női sakkvilágbajnokság
- 2008-as női sakkvilágbajnokság
- 2010-es női sakkvilágbajnokság
- 2011-es női sakkvilágbajnokság
- 2012-es női sakkvilágbajnokság
- 2013-as női sakkvilágbajnokság
- 2015-ös női sakkvilágbajnokság
- 2016-os női sakkvilágbajnokság
- 2017-es női sakkvilágbajnokság

## Erős nemzeti bajnokságok
- Szovjet sakkbajnokság
- Oroszország sakkbajnoksága(wd)
- Amerikai sakkbajnokság(wd)
- Magyar sakkbajnokság
- Leningrád sakkbajnoksága(wd)
- Moszkva sakkbajnoksága(wd)